# Yu-Gi-Oh! Sevens
Yu-Gi-Oh! Sevens (遊 ☆ 戯 ☆ 王 SEVENS Yūgiō Sebunsu, Eigenschreibweise Yu-Gi-Oh! SEVENƧ) ist eine japanische Anime-Serie aus dem Jahr 2020, die bei Studio Bridge entstand. Es ist nach Yu-Gi-Oh! VRAINS die siebte Nachfolgeserie im Yu-Gi-Oh!-Franchise und erinnert an den 20. Jahrestag des Starts der ersten Serie.

## Inhalt
Die Serie spielt in der futuristischen Stadt Gōha. Der Grundschüler Yūga Ōdō (王道 遊我) liebt Erfindungen und Duelle. Er ist der Ansicht, dass die aktuellen Regeln des Kartenspiels Duel Monsters zu streng sind, und schafft es erfolgreich, ein neues Regelwerk seiner eigenen Kreation zu installieren, das als Rush Duel bekannt ist und ein schnelleres und hektischeres Duell ermöglicht. Die Serie folgt Yūga und seinen Freunden, während sie unter dem wachsamen Auge der Goha-Corporation, die die Stadt überwacht, die Freuden der Rush Duels zeigt.

## Produktion und Veröffentlichung
Die Serie entstand beim Studio Bridge unter der Regie von Nobuhiro Kondo. Hauptautor war Toshimitsu Takeuchi und die künstlerische Leitung lag bei Hiroshi Takahiro. Das Charakterdesign entwarfen Hiromi Matsushita und Kazuko Tadano, für das Monsterdesign war Hidefumi Kimura verantwortlich. Die Musik der Serie wurde komponiert von Ryo Kawasaki.
Der Anime startete seine Ausstrahlung am 4. April 2020 bei TV Tokyo. Wegen der COVID-19-Pandemie wurde die Produktion Ende April 2020 eingestellt und nach der fünften Folge am 2. Mai nur Wiederholungen gezeigt. Im Juli wurden dann wieder neue Folgen gezeigt und am 8. August mit der 10. Folge die regelmäßige Ausstrahlung fortgesetzt.
| Rollenname        | Japanischer Sprecher (Seiyū) |
| ----------------- | ---------------------------- |
| Yūga Ōdō          | Hiiro Ishibashi              |
| Tatsuhisa Kamijou | Tako Yashiro                 |
| Romin Kirishima   | Tomori Kusunoki              |
| Gakuto Sougetsu   | Natsuki Hanae                |
| Kaizo             | Yusūke Kobayashi             |
| Bakuro Shinjitsu  | Tomoya Yamamoto              |
| Nanami Maguro     | Makoto Furukawa              |
| Kan Hakubutsu     | Yuki Sakakihara              |
| Menzaburo Oomori  | Daisuke Nagumo               |
| Arata Arai        | Ryota Osaka                  |
| Yoshio Atachi     | Takuma Nagatsuka             |
| Mimi Atachi       | Rio Suzuki                   |
| Otis              | Daisuke Namikawa             |
| Nail Saionji      | Yoshitsugu Matsuoka          |
| Präsident Goha    | Hajime Shacho                |

## Mangas
Im August 2020 startete im Magazin Saikyō Jump von Shūeisha ein Comedy-Manga zur Fernsehserie, geschrieben und gezeichnet von Megumi Sasaki und mit dem Titel Yu-Gi-Oh! Sevens: Boku no Road Gakuen. Im September 2020 startete dann ein zweiter Manga im V Jump. Die Serie mit dem Titel Yu-Gi-Oh! Sevens Rook! Bakuretsu Hadō Den!! wird geschrieben von Hikokubo Masahiro und gezeichnet von Sugie Tasuku.

## Sammelkartenspiel
Für das Yu-Gi-Oh!-Sammelkartenspiel wurden im Zusammenhang mit der neuen Fernsehserie die Master-Regeln aktualisiert. Seit dem 1. April 2020 ist es wieder möglich, Fusions-, Synchro- oder Xyz-Monster direkt in die Hauptmonsterzonen zu beschwören, ohne dass ein erforderlicher Linkpfeil darauf zeigt. Pendel- und Link-Monster behalten jedoch ihre vorherigen Regeln bei.
Für das Hauptkartenspiel wurden keine neuen Kartentypen eingeführt. Stattdessen wurde ein neues Format eingeführt, das vom Hauptspiel „Rush Duels“ getrennt ist und „Speed Duels“ ähnelt. Im Gegensatz zu Speed Duels gelten für Rush Duels jedoch spezielle Regeln. Die normale Beschwörung ist unbegrenzt, obwohl die Regeln für die Beschwörung von Tributen für Monster der Stufe 5 oder höher weiterhin gelten. Alle Karteneffekte sind einmal pro Spielzug „hart“, was bedeutet, dass der Effekt einer bestimmten Karte in diesem Spielzug nur einmal verwendet werden kann, auch wenn mehrere Exemplare derselben Karte auf dem Spielfeld liegen. Spieler können nur Karten verwenden, die für Rush Duels entwickelt wurden und einen speziellen Rahmen und ein „RUSH DUEL“ -Tag am unteren Rand der Karte haben. Karten, die auf Monstern aus dem Hauptkartenspiel basieren, werden als „Legendenkarten“ bezeichnet. Jeder Spieler darf nur eine Kopie einer Legendenkarte in seinem Deck haben.